# Vyšný Žipov
Vyšný Žipov este o comună slovacă, aflată în districtul Vranov nad Topľou din regiunea Prešov. Localitatea se află la altitudinea de 155 m deasupra n.m., se întinde pe o suprafață de 9,33 km2 și în 2017 număra 1.156 locuitori. 

## Istoric
Localitatea Vyšný Žipov este atestată documentar din 1363.

## Demografie
| An:                | 1994 | 2004   | 2014   | 2024   |
| ------------------ | ---- | ------ | ------ | ------ |
| Număr de persoane: | 1165 | 1211   | 1173   | 1164   |
| Diferență:         |      | +3,94% | −3,13% | −0,76% |

| An:                | 2023 | 2024   |
| ------------------ | ---- | ------ |
| Număr de persoane: | 1151 | 1164   |
| Diferență:         |      | +1,12% |